# ألبيرتو كونتريرا
ألبيرتو كونتريرا (بالإسبانية: Alberto Contrera) (14 أكتوبر 1992 بأسونسيون في باراغواي - ) هو لاعب كرة قدم باراغواياني في مركز الوسط. لعب مع نادي غواراني (نادي كرة قدم).

## وصلات خارجية
- ألبيرتو كونتريرا على موقع قاعدة بيانات كرة القدم.إي يو (الإنجليزية)
- ألبيرتو كونتريرا على موقع Soccerway.com (الإنجليزية)
- ألبيرتو كونتريرا على موقع AS.com (الإسبانية)